# Virtasaari (ö i Mellersta Finland)
Virtasaari är en ö i Finland.   Den ligger i sjön Summanen vid inloppet av Leuhunjoki i kommunen Saarijärvi i den ekonomiska regionen  Saarijärvi-Viitasaari och landskapet Mellersta Finland, i den centrala delen av landet, 280 km norr om huvudstaden Helsingfors. Ön är 9,8 hektar.